# Dogcart

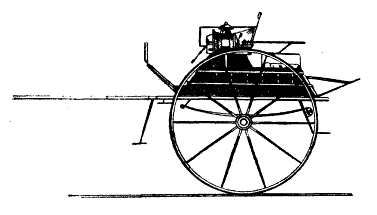
En dogcart

Dogcart (av engelska dog 'hund' och cart 'kärra') är en typ av hästvagn. Den är lätt och dras av enbart en häst. Dogcarten har fått sitt namn då den designades för att köra jakthundar till de populära jaktritterna som godsherrar och adelsmän ofta sysselsatte sig med under 1800-talet, när vagnen även hade sin guldperiod. Under tidigt 1900-tal var nästan alla tvåhjuliga hästkärror i Sverige någon variant av typen dogcart och denna vagnstyp nämns ofta i Arthur Conan Doyles böcker om Sherlock Holmes.

## Utseende
En dogcart har två stora hjul och är öppen (utan tak eller väggar för passagerarna) och avsedd för 2 eller möjligen 4 passagerare. Under kuskbocken finns ett särskilt ventilerat utrymme för till exempel jakthundar eller bagage. 
Det fanns även fyrhjulig dogcarts som då kallades dos-á-dos eller Game cart. På dessa vagnar fanns även en plattform där ägarens hästskötare ofta stod, beredd att hoppa ner om hästarna behövde något. 
I Indien kallades dessa vagnar även för "tumtum", troligtvis från ordet tandem, då dessa vagnar även kunde köras med två hästar i tandem, dvs två hästar på rad istället för två hästar jämte varandra. I brittisk slang kallades även vagnen för "bounder". 
Dogcarten är ganska högställd och var svår att köra och kunde lätt välta eller tippa om den kördes för fort genom en kurva.